# Clase Asashio (1937)
La Clase Asashio fue una clase de destructores compuesta de 10 unidades, que sirvieron en la Armada Imperial Japonesa durante la Segunda Guerra Mundial. 

## Historia
Esta clase de destructores fueron incorporados a la Armada Imperial Japonesa entre agosto de 1937 y junio de 1939. Todos ellos resultaron hundidos en combate durante la Segunda Guerra Mundial, o tan dañados que fueron finalmente hundidos por fuego amigo.

## Destructores de la ClaseAsashio
- Arare
- Arashio
- Asashio
- Asagumo
- Kasumi
- Michishio
- Minegumo
- Natsugumo
- Ōshio
- Yamagumo